# ويندي دولان
ويندي دولان (بالإنجليزية: Wendy Doolan)‏ هي لاعبة غولف أسترالية، ولدت في 16 ديسمبر 1968 في سيدني في أستراليا.

## وصلات خارجية
- الموقع الرسمي
- ويندي دولان على موقع رابطة لاعبات الغولف المحترفات (الإنجليزية)